# Ted Lieu
Ted W. Lieu (Tajpej, 1969. március 29. –, született: Liu Jünping, hagyományos kínai írás: 劉雲平, egyszerűsített kínai írás: 刘云平) tajvani születésű amerikai jogász, politikus és katona, Kalifornia 36. választókerületének képviselője 2023 óta, az Egyesült Államok Képviselőházában. 2015 és 2023 között a 33. kerület képviselője volt.
Tajvan szigetén született, innen három éves korában költözött családja az Egyesült Államokba, egyike a tizennyolc honosított képviselőnek a kongresszus alsóházában. 2011 és 2014 között a Kaliforniai Szenátus tagja volt, Jenny Oropeza utódjaként. 2005 és 2010 között az állami gyűlésben képviselte az 53. kerületet, miután az Oropezához hasonlóan elhunyt Mike Gordon helyére választották meg.
Lieu az amerikai légierő tagja volt 1995 és 2001 között, 2015-ben ezredesi rangot kapott. Nancy Pelosi demokrata frakcióvezető 2017-ben nevezte ki helyettes whipnek, 2023 óta pedig a demokrata frakció alelnöke.

## Politikája
Támogatja a nők abortuszhoz való jogát, illetve ő azon törvényjavaslat szerzője, ami Kaliforniában betiltotta a reparatív terápiát. Kritizálta, hogy az Egyesült Államok támogatta Szaúd-Arábiát Jemenben 2016-ban és 2017-ben.